# Ботаково (деревня, Москва)
Ботаково — деревня в Троицком административном округе Москвы (до 1 июля 2012 года была в составе Наро-Фоминского района Московской области). Входит в состав поселения Первомайское.

## Население
| 1859 | 1890 | 1899 | 1926 | 2002 | 2006 | 2010 |
| ---- | ---- | ---- | ---- | ---- | ---- | ---- |
| 126  | ↗153 | ↘131 | ↗158 | ↘36  | ↗41  | ↗49  |

Согласно Всероссийской переписи, в 2002 году в деревне проживало 36 человек (14 мужчин и 22 женщины); преобладающая национальность — русские (97 %). По данным на 2005 год, в деревне проживал 41 человек.

## География
Деревня Ботаково находится в северной части Троицкого административного округа, на правом берегу реки Десны примерно в 3 км к северо-западу от центра города Троицка. В 3 км юго-восточнее деревни проходит Калужское шоссе А130, в 9 км севернее — Киевское шоссе М3.
В деревне 8 улиц, приписано 4 кооператива. Ближайший сельский населённый пункт — хутор Ильичёвка. Связана автобусным сообщением с городом Троицком, железнодорожной станцией Крёкшино, аэропортом Внуково, станцией метро Тёплый Стан.

## История
Название деревни, предположительно, произошло от некалендарного личного имени Ботак.
В «Списке населённых мест» 1862 года Батакова (Троицкая, Бутакова) — владельческая деревня 1-го стана Подольского уезда Московской губернии, по правую сторону старокалужского тракта, в 15 верстах от уездного города и 21 версте от становой квартиры, при реке Десне, с 19 дворами и 126 жителями (63 мужчины, 63 женщины).
По данным на 1899 год — деревня Красно-Пахорской волости Подольского уезда с 131 жителем.
В 1913 году — 29 дворов.
По материалам Всесоюзной переписи населения 1926 года — деревня Ватутинского сельсовета Красно-Пахорской волости Подольского уезда в 2,1 км от Калужского шоссе и 13,9 км от станции Апрелевка Киево-Воронежской железной дороги, проживало 158 жителей (67 мужчин, 91 женщина), насчитывалось 31 крестьянское хозяйство.
1929—1946 гг. — населённый пункт в составе Красно-Пахорского района Московской области.
1946—1957 гг. — в составе Калининского района Московской области.
1957—1960 гг. — в составе Ленинского района Московской области.
1960—1963, 1965—2012 гг. — в составе Наро-Фоминского района Московской области.
1963—1965 гг. — в составе Звенигородского укрупнённого сельского района Московской области.